# Maschinenfabrik und Eisengießerei Gebrüder Botsch
Die Maschinenfabrik und Eisengießerei Gebrüder Botsch war eine Maschinenfabrik und Eisengießerei in Bad Rappenau. Das Unternehmen bestand von 1865 bis 1975. Bedeutung erlangte es vor allem im späten 19. und frühen 20. Jahrhundert durch eine Reihe von Patenten für Maschinen und Geräte zur Mechanisierung von bäuerlichen Betrieben. Säh- und Mähmaschinen der Gebrüder Botsch wurden international vertrieben. Das ehemalige Fabrikgelände der Gebrüder Botsch ist seit den 1970er Jahren Teil des Rappenauer Kurparks.

## Geschichte

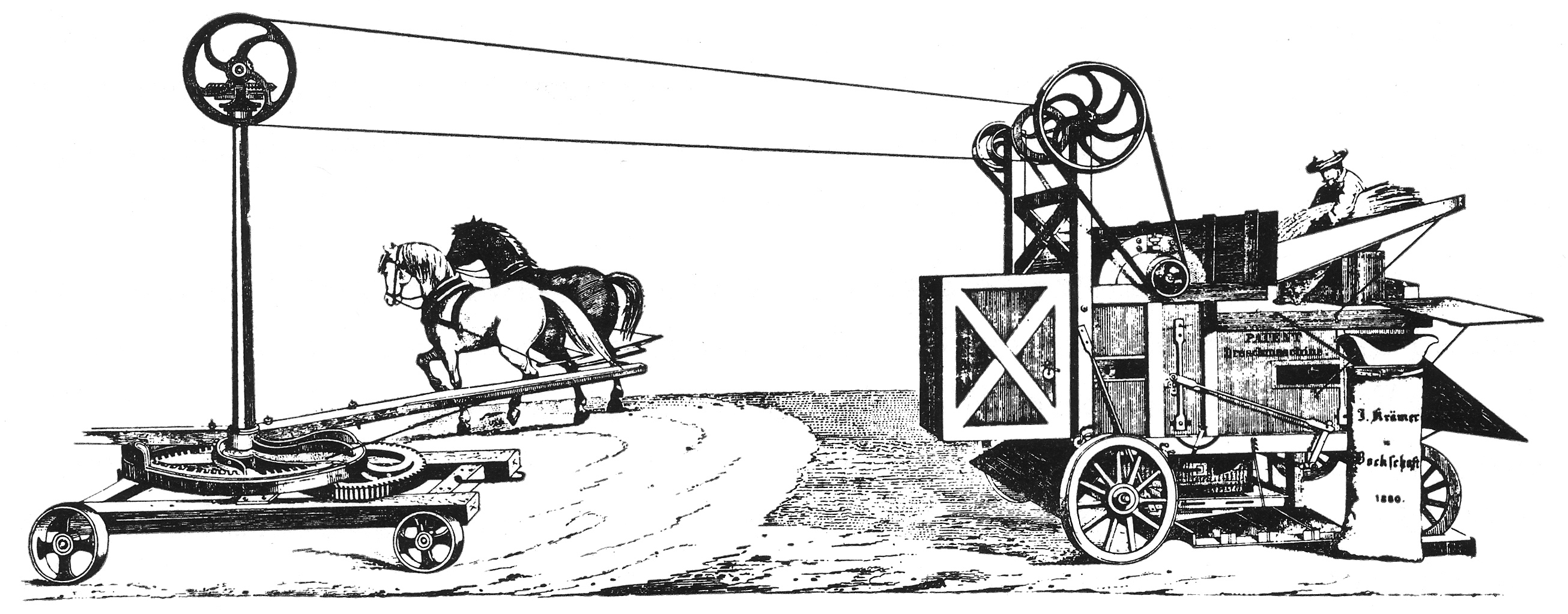
Fahrbare Dreschmaschine mit Säulengöpel, Patent 1876

Das Unternehmen geht auf den Handwerksbetrieb des Mechanikers Frey nahe der Rappenauer Saline zurück, der sein Unternehmen um das Jahr 1842 zu einer Fabrik für landwirtschaftliche Geräte ausbaute. Die Rappenauer Brüder Johann Georg Botsch und Johann Jakob Botsch übernahmen am 1. Juli 1865 das Anwesen des Mechanikers Frey und führten dessen Produktion von landwirtschaftlichen Maschinen fort. 
1873 errichteten die Brüder ein neues Fabrikgebäude, das 1875 eine Dampfmaschine erhielt. Den Brüdern Botsch wird ein angeborener Erfindergeist nachgesagt, und sie meldeten zahlreiche Patente an. Zur Produktpalette ihres Unternehmens zählten anfangs Kettenpumpen für Wasser und Jauche, Brauereimaschinen, Ziegeleimaschinen, Obst- und Weinpressen sowie Obstmühlen. Die im Zuge der Industrialisierung einsetzende Abwanderung der bäuerlichen Arbeitskräfte in die Städte und die damit aufkommende Notwendigkeit zur Mechanisierung der größeren bäuerlichen Betriebe wirkte sich äußerst günstig auf das Geschäft der Brüder Botsch aus. Zu einem ihrer erfolgreichsten frühen Produkte wurde die 1876 patentierte fahrende Dreschmaschine, die von einem fahrbaren Säulengöpel angetrieben wurde, sowie eine ebenfalls durch Göpel angetriebene Häckselmaschine. Die Konstruktionsleistung der Brüder lag vor allem im Getriebe der jeweiligen Maschinen.
Nach dem Tod von Johann Georg Botsch ging das Unternehmen am 18. September 1889 an die vier ältesten Söhne der Gründer – Julius, Jakob, Otto und Emil Botsch – über. 1894 wurde eine eigene Eisengießerei eröffnet, 1906 kam eine eigene elektrische Kraftstation hinzu.
Ab 1892 stellte das Unternehmen auch Grasmähmaschinen her. In der Folgezeit entwickelten sich Säh- und Mähmaschinen zu den wichtigsten Erzeugnissen des Unternehmens und wurden international vertrieben, wobei die beiden Weltkriege jeweils zu Einschränkungen und Produktionsumstellungen führten.
Da sich das benachbarte Salinengebiet im 20. Jahrhundert zunehmend zum Kurgebiet entwickelte, gab es bereits in den 1960er Jahren Bestrebungen zur Umsiedlung der Maschinenfabrik in ein neu geschaffenes Industriegebiet südwestlich des Rappenauer Wasserschlosses. Im Spätjahr 1971 schloss die Gemeinde Bad Rappenau einen Vertrag zur stufenweisen Umsiedlung. Im Industriegebiet entstand eine neue Fabrik, während die alten Anlagen bei der Saline abgerissen und dem Kurbereich zugeschlagen wurden.
Die Ölkrise der 1970er Jahre und der Auftragsmangel in der landwirtschaftlichen Maschinenindustrie führten jedoch unmittelbar nach der Umsiedlung des Unternehmens 1975 zu dessen wirtschaftlichen Niedergang. Das Unternehmen wurde schließlich von der IBR Maschinenfabrik GmbH übernommen.